# Sami Bouajila
Sami Bouajila (Grenoble, 26 de mayo de 1966) es un actor franco-tunecino.

## Biografía
Su padre emigró de Túnez a Francia en 1956, y trabajó como pintor de construcción, una habilidad profesionalmente reconocida que requiere conocimiento técnico concreto. Su abuelo fue un berebere nacido en Trípoli, Libia que inmigró a Túnez. Sami nació y creció en Échirolles, un suburbio del sur de Grenoble. Estudió teatro.

## Filmografía
- 1991: La Thune como Kamel

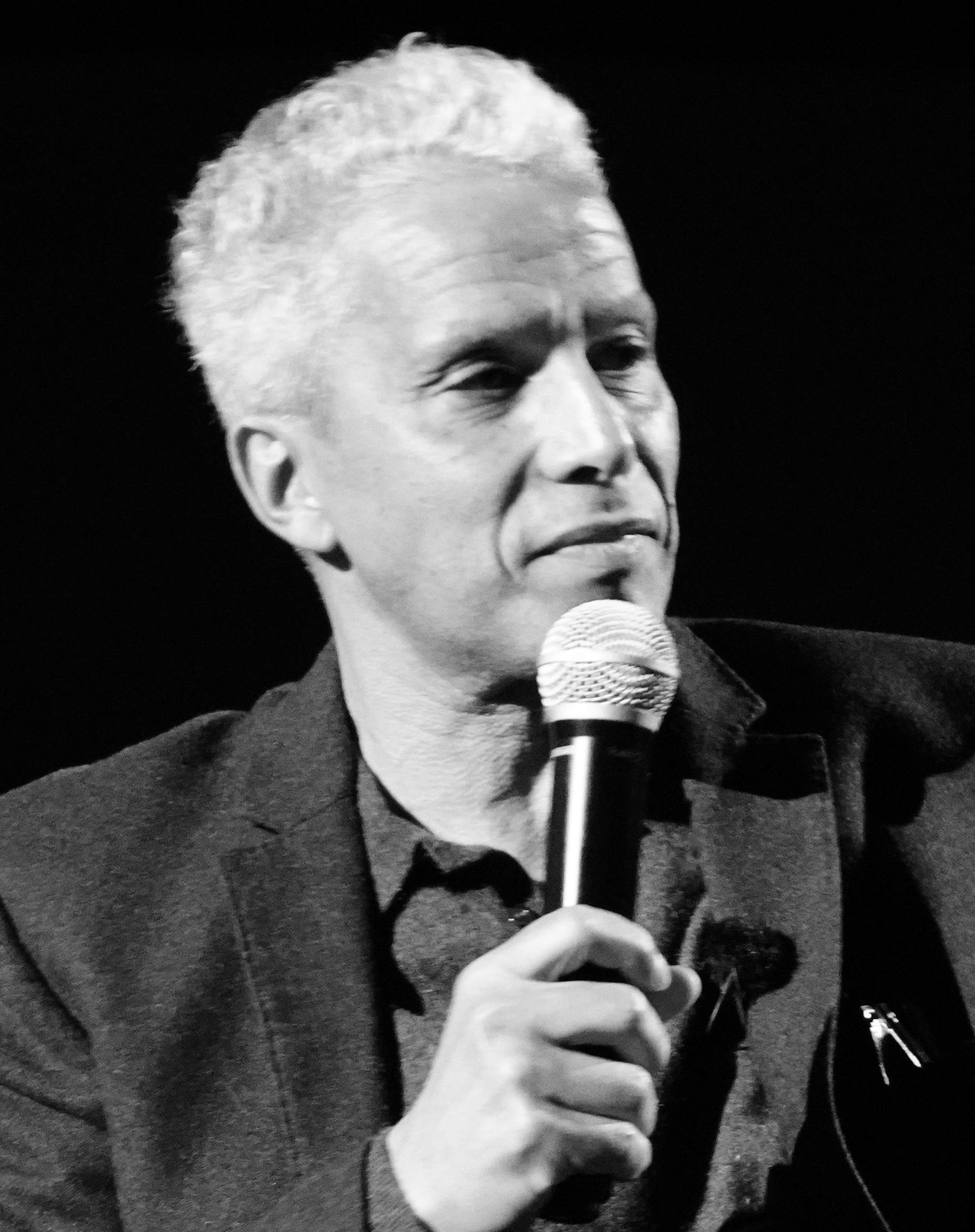
2025

- 1993: Les Histoires d'amour finissent mal... en général como Slim Touati
- 1993: L'Avocat (La Hora del Cerdo) como Mahmoud
- 1994: Les Silencios du palais (Samt el qusur) como Lofti
- 1995: Adiós como Ismaël
- 1996: Anna Oz como Marc
- 1997: Artemisia como el asistente de Tassi
- 1997: Le Déménagement como Jean
- 1997: Né quelque part como Driss Bourafia
- 1998: El Asedio como Samir Nazhde
- 1998: Une voix es o (TV)
- 1999: Inséparables como Boris
- 1999: La Peur du vide
- 1999: Nos vies heureuses como Ali
- 2000: Douce France
- 2000: Drôle de Félix de Jacques Martineau y Olivier Ducastel como Félix
- 2000: Faites comme si je n''étais pas là como Tom
- 2000: La Faute à Voltaire como Jallel
- 2000: Nouvelle de la tour de L como el distribuidor
- 2001: Cambio moi ma vie como Fidel
- 2001: Combate de femme – Libre à tout prix (TV) como el supervisor
- 2001: La Répétition como Nicolas
- 2002: Embrassez qui vous voudrez como Kévin
- 2002: Nid de guêpes (El Nido) como Selim
- 2002: Vivre me tue como Pablo Smaïl
- 2003: La Légende de Parva como Agni (voz)
- 2003: Léo, en jouant "Dans la compagnie des hommes" como Léonard
- 2003: Pas si grave como Charlie
- 2005: Avant l'oubli como Augustin Hamburguesa
- 2005: Zaïna, cavalière de l'Atlas como Mustapha
- 2006: Indigènes (Días de Gloria) como AbdelKader
- 2006: Le Concile de pierre como Lucas
- 2007: 24 mesures como Chris
- 2007: Le Dernier pandillas como Casa
- 2007: Les Témoins (Los Testigos) como Mehdi
- 2009: Le Premier Cercle como Saunier
- 2010: De vrais mensonges como Jean
- 2010: Fuera de la Ley
- 2011: Omar Me Mató[1]
- 2014: Divin Enfant
- 2015: Braqueurs
- 2016: Pattaya como el padre de Krimo
- 2017: La mécanique de l'ombre
- 2019: Un fils

## Premios y distinciones
Festival Internacional de Cine de Cannes
| Año  | Categoría   | Película  | Resultado |
| ---- | ----------- | --------- | --------- |
| 2006 | Mejor actor | Indigènes | Ganador   |

Festival Internacional de Cine de Venecia
| Año  | Categoría                    | Trabajo nominado | Resultado |
| ---- | ---------------------------- | ---------------- | --------- |
| 2019 | Premio Orizzonti Mejor actor | Un fils          | Ganador   |

- 2008: Premio César Mejor Actor de apoyo  por su función en Les Témoins de André Téchiné.[4][5]
- 2000: "Mejor Actor joven" en el Festival du película romantique de Cabourg por Drôle de Félix.